# Masacres de Dzyatlava
Las masacres de Dzyatlava consistieron en dos ejecuciones masivas que tuvieron lugar con un intervalo de tres meses durante el Holocausto. Estos hechos ocurrieron en la ciudad de Zdzięcioł (yidis: Zhetel, polaco Zdzięcioł, bielorruso: Dzyatlava), la cual formaba parte del voivodato de Nowogródek en la Segunda República Polaca antes del estallido de la Segunda Guerra Mundial.
En febrero de 1942, las autoridades alemanas establecieron el gueto de Zdzięcioł, obligando a más de 4.500 judíos polacos a trasladarse allí.Dos meses más tarde, hacia finales de abril, un escuadrón de exterminio alemán, con apoyo de unidades auxiliares de policía lituanas y bielorrusas,rodeó el gueto y ordenó a todos los residentes que salieran de sus casas para participar en una "selección".A las víctimas se las reunió en la plaza principal, donde permanecieron hasta el amanecer. Al día siguiente, aquellos con certificados de trabajo fueron liberados junto con sus familias, mientras que el resto fue llevado en grupos fuera de la ciudad con el pretexto de ser "reubicados". En total, entre 1.000 y 1.200 personas fueron llevadas al bosque de Kurpiasz (Kurpyash) y fusiladas el 30 de abril de 1942.La segunda masacre ocurrió más de tres meses después, el 6 de agosto del mismo año, durante la fase final de la eliminación del gueto. Entre 1.500 y 2.000 judíos —y posiblemente hasta 3.000, según algunas fuentes—fueron asesinados en el cementerio judío.

## Primera masacre
El 22 de febrero de 1942, las autoridades alemanas colocaron avisos en toda la ciudad informando que todos los judíos debían trasladarse al nuevo gueto, establecido en torno a la sinagoga y al edificio del Talmud Torá. El 29 de abril, los miembros del Judenrat fueron arrestados, y al amanecer del 30 de abril, los disparos despertaron a los habitantes del gueto. Los alemanes, por medio del Judenrat, comunicaron que todos debían dirigirse al antiguo cementerio, ubicado dentro del perímetro del gueto. Simultáneamente, fuerzas alemanas y sus colaboradores bielorrusos y lituanos comenzaron a sacar a los judíos de sus viviendas de forma violenta, agrediéndolos físicamente o disparándoles si se resistían.A continuación, se realizó una selección: mujeres, niños y ancianos fueron apartados a un lado izquierdo, mientras que los jóvenes con habilidades laborales fueron enviados hacia el otro.
Alrededor de 1.200 personas que fueron separadas hacia la derecha durante la selección fueron escoltadas por las calles hasta el bosque de Kurpiasz (Kurpyash), ubicado en la parte sur de la ciudad. En ese lugar, ya se habían cavado fosas comunes con anticipación. Una vez allí, las víctimas fueron ejecutadas en grupos de veinte personas. Durante el proceso, se presentó el comisario de distrito alemán, quien ordenó la liberación de aquellos que podían demostrar su ocupación laboral con un certificado, junto con sus familias. Gracias a esto, aproximadamente cien personas lograron regresar al gueto. La masacre fue llevada a cabo por las fuerzas alemanas con apoyo de la policía bielorrusa local.

## Segunda masacre
La segunda masacre comenzó el 10 de agosto de 1942 y se extendió por tres días, mientras muchos judíos intentaban ocultarse en búnkeres previamente acondicionados.Durante la operación para vaciar el gueto, entre 2.000y 3.000 personas fueron ejecutadas y enterradas en tres fosas comunes en el cementerio judío, ubicado al sur de Zdzięcioł, con cerca de mil víctimas por fosa. Poco más de 200 judíos con habilidades artesanales fueron deportados al gueto de Novogrúdok. Esta masacre marcó el fin tanto del gueto como de la comunidad judía de Zdzięcioł. Tras la matanza, varios cientos de judíos, entre ellos la familia Kaplan, lograron escapar de sus escondites y huir; algunos se establecieron en un campamento familiar dentro del bosque de Nakryszki, donde consiguieron sobrevivir hasta la llegada de las fuerzas aliadas.
Entre los judíos que se encontraban en los campos de trabajo forzado de Dworzec (Dworets), Novogrúdok y otras localidades, comenzó a circular la información sobre la existencia de un grupo partisano soviético llamado Zhetel. Cerca de 120 judíos lograron escapar de la masacre alemana de agosto de 1942 y se unieron a este destacamento en los bosques de Lipichany.Bajo el liderazgo de Hirsch Kaplinski, el grupo Zhetel también llevó a cabo acciones de represalia contra personas que habían colaborado con los nazis. Una de estas venganzas ocurrió en la aldea de Molery el 10 de septiembre de 1942, donde, tras ejecutar a dos colaboradores, los partisanos explicaron al anciano del lugar y a los aldeanos las razones de su acción. Se calcula que alrededor de 370 judíos partisanos de Dzyatlava lograron sobrevivir a la guerra. En la actualidad, de los dos cementerios judíos que había en la ciudad, solo uno conserva algunas tumbas identificables.

## Libros
- Gutman, Israel. Encyclopedia of the Holocaust. Macmillan, 1990. Pag. 374.